# Morgan Sulele
Magnus Hagen Clausen (* 19. Dezember 1991 in Bærum, Norwegen), bekannt als Morgan Sulele, ist ein norwegischer Sänger und Songwriter.

## Leben
Morgan Sulele wuchs als jüngster von vier Brüdern in Bærum auf. 2010 begann er ein Bachelorstudium in Musikmanagement an der Hochschule Hedmark, das er 2013 abschloss. Bei den Dreharbeiten 2016 für das Musikvideo zu Lakenet lernte er Rebekka Norvik, Model und Tänzerin, kennen. Seither befinden sie sich in einer Beziehung.

## Karriere
Seit seinem Abschluss an der weiterführenden Schule (norwegisch videregående skole) begann Morgan Sulele sofort damit, Lieder zu schreiben. Erste Erfahrung machte er dabei mit Russemusik (Elektronische Tanzmusik die jeweils während der Russfeier gespielt wird). So war er etwa am meistgespielten Russelied 2015 Samsara von Tungevaag & Raaban beteiligt. Ursprünglich veröffentlichte er seine Lieder, indem er die Musikvideos auf seinem Youtube-Kanal hochlud.
Als im Sommer 2015 Jess Glynne ihre Tournee wegen Stimmproblemen abbrach, wurde Sulele nur 4 Tage vor dem geplanten Auftritt als kurzfristigen Ersatz für den Auftritt auf dem Rådhusplassen (Rathausplatz) in Oslo gebucht. Dort trat er im Rahmen der VG-lista Topp 20 vor 70.000 Personen mit dem Song Bare min auf. Zuvor hatte er den Song erst ein einziges Mal an einem Musikfestival in Follo vor ca. 50 Personen live aufgeführt.
Suleles größter Erfolg war das Lied Bare Min. Es erreichte den ersten Platz in den norwegischen Musikcharts und erreichte auch in den schwedischen Musikcharts die Top 100. Das Lied wurde auch für den Spellemannprisen 2015 nominiert, konnte sich aber nicht durchsetzen. Es wurde zudem ins Schwedische übersetzt und unter dem Namen Bara min (schwedisch für Bare min) am 31. Juli 2015 veröffentlicht. Beide Versionen waren eine Zeit lang gleichzeitig in den schwedischen Charts.

## Trivia
Der Künstlername Morgan Sulele entstand durch Blödeleien mit Freunden, bei denen sie ein künstliches Facebook-Profil mit dem Namen „Morgan Sulele“ erstellten. Seither veröffentlicht er alle Lieder unter diesem Künstlernamen.

## Diskografie

### Alben
| Jahr | Titel Musiklabel                        | Höchstplatzierung, Gesamtwochen, AuszeichnungChartsChartplatzierungen (Jahr, Titel, Musiklabel, Platzierungen, Wochen, Auszeichnungen, Anmerkungen) | Anmerkungen                         |
| Jahr | Titel Musiklabel                        | NO | Anmerkungen                         |
| ---- | --------------------------------------- | --- | ----------------------------------- |
| 2015 | Morgans kleineste Universal Music Norge | — |                                     |
| 2016 | Morgan Sulele Universal Music Norge     | NO2 (24 Wo.)NO | Erstveröffentlichung: 30. Juni 2016 |
| 2025 | Når festen er over Sony Music Norge     | NO— GoldNO | Erstveröffentlichung: 14. März 2025 |

### Singles
| Jahr | Titel Album                         | Höchstplatzierung, Gesamtwochen, AuszeichnungChartplatzierungen (Jahr, Titel, Album, Platzierungen, Wochen, Auszeichnungen, Anmerkungen) | Höchstplatzierung, Gesamtwochen, AuszeichnungChartplatzierungen (Jahr, Titel, Album, Platzierungen, Wochen, Auszeichnungen, Anmerkungen) | Anmerkungen                                                                             |
| Jahr | Titel Album                         | NO | SE | Anmerkungen                                                                             |
| ---- | ----------------------------------- | --- | --- | --------------------------------------------------------------------------------------- |
| 2015 | Bare min Morgan Sulele              | NO1 ×3Dreifachplatin · (20 Wo.)NO | SE65 (8 Wo.)SE | Erstveröffentlichung: 29. Mai 2015                                                      |
| 2015 | Jeg vil heller ha deg Morgan Sulele | NO4 ×3Dreifachplatin · (12 Wo.)NO | — | Erstveröffentlichung: 21. August 2015 mit Innertier                                     |
| 2015 | Under treet –                       | NO22 Platin · (7 Wo.)NO | — | Erstveröffentlichung: 6. November 2015 Musiklabel: Universal Music Norge                |
| 2015 | Min kabin Morgan Sulele             | NO14 Platin · (6 Wo.)NO | — | Erstveröffentlichung: 26. Dezember 2015                                                 |
| 2016 | Lakenet Morgan Sulele               | NO11 ×2Doppelplatin · (10 Wo.)NO | — | Erstveröffentlichung: 4. März 2016                                                      |
| 2016 | Din sang Morgan Sulele              | NO28 Gold · (4 Wo.)NO | — | Erstveröffentlichung: 19. Mai 2016                                                      |
| 2017 | Høyt over Oslo –                    | NO20 ×2Doppelplatin · (9 Wo.)NO | — | Erstveröffentlichung: 27. Januar 2017 Musiklabel: Universal Music Norge feat. Oral Bee  |
| 2018 | Idyll –                             | NO38 (3 Wo.)NO | — | Erstveröffentlichung: 6. Juli 2018 Musiklabel: Sony Music Entertainment Norway mit Loke |
| 2019 | Helt ærlig –                        | NO9 Platin · (19 Wo.)NO | — | Erstveröffentlichung: 31. Mai 2019 Musiklabel: Sony Music Entertainment Norway          |
| 2020 | Deg eller ingenting –               | NO4 (10 Wo.)NO | — | Erstveröffentlichung: 14. Juni 2020 Musiklabel: Universal Music Norge mit TIX           |
| 2020 | Seriøst –                           | NO18 Platin · (10 Wo.)NO | — | Erstveröffentlichung: 26. Juni 2020 Musiklabel: Sony Music Entertainment Norway         |
| 2021 | Danse med meg selv –                | NO37 (1 Wo.)NO | — | Erstveröffentlichung: 30. April 2021                                                    |
| 2021 | Sørenga –                           | NO40 Gold · (2 Wo.)NO | — | feat. Arne Hurlen & Postgirobygget Erstveröffentlichung: 16. Juli 2021                  |
| 2022 | Da det var oss Når festen er over   | NO31 (2 Wo.)NO | — | Erstveröffentlichung: 21. Januar 2022                                                   |
| 2022 | Oppmerksomhet –                     | NO1 Platin · (10 Wo.)NO | — | Erstveröffentlichung: 11. November 2022 mit William Gamborg                             |
| 2023 | Danse en gang til –                 | NO7 Platin · (9 Wo.)NO | — | Erstveröffentlichung: 5. Mai 2023 mit Tix                                               |
| 2023 | Dagene Når festen er over           | NO26 (1 Wo.)NO | — | Erstveröffentlichung: 10. November 2023                                                 |

Weitere Singles
- 2012: Luremus (NO: Gold)
- 2014: Dum (mit Katastrofe & Innertier)
- 2014: Rango 2016 (Bek & Wallin feat. Benjamin Beats & Morgan Sulele, NO: Gold)
- 2015: Rist meg (feat. Katastrofe, NO: Gold)
- 2016: Helgedigg (NO: Gold)
- 2016: Mellom veggene
- 2017: Datt ned fra himmelen (feat. Nico D)
- 2017: Barn for alltid
- 2017: Karl Johan (feat. Antonio D)
- 2018: Noora (mit Blvck O)
- 2018: Lørdagsbarn
- 2018: Det regner alltid i Bergen
- 2018: Det blir ikke jul uten deg
- 2019: Andre enn meg
- 2019: Fornøyd (mit Jesper Jenset & Lars Rosness)
- 2020: Den dama er gal
- 2020: Gamle dager (mit Måns Zelmerlöw)
- 2020: Insomnia
- 2021: Hver gang jeg ser deg (mit Ulrikke Brandstorp)
- 2021: Bacardi fra en kopp (feat. Amara)
- 2021: Skyene